# Leisi
Leisi (tyska: Laisberg) är en småköping (estniska: alevik) i västra Estland. Den är centralort i Leisi kommun i landskapet Saaremaa (Ösel), 150 km sydväst om huvudstaden Tallinn. Antalet invånare är 264.
Leisi ligger utmed ön Ösels nordkust vid bukten Upsulaht och inte långt från Sölasund (estniska: Soela väin) som skiljer Ösel från Dagö. Genom byn rinner vattendraget Leisi jõgi. Från grannbyarna Triigi och Soela utgår färjetrafiken mellan Ösel och Dagö.